# 马特·巴斯比
馬特·巴斯比爵士，CBE（英語：Sir Matt Busby，1909年5月26日—1994年1月20日）全名亞歷山大·馬修·巴斯比（Alexander Matthew Busby）是蘇格蘭著名足球運動員和領隊，英格兰足球名人堂成員，曾執教曼聯長達二十多年，一度成為曼聯史上執教時間最長的領隊，直至2010年才被亞歷斯·費格遜超越。

## 早期生活
马特·巴斯比出生于苏格兰格拉斯哥地区的兰纳克郡（Lanarkshire），父亲与叔叔都在第一次世界大战中丧生。

## 球員生涯
在英格兰曼城效力伊始，曾出任锋线球员，随后逐渐占据中后卫线，以視野和出色的傳球能力而著称，并随队获得了英格兰足总杯冠军。1936年，利物浦以8000英镑转会费收购巴斯比。1940年英国职业足球比赛由于第二次世界大战而停止，巴斯比的球员生涯至此结束。

## 領隊生涯
二戰結束後，畢士比尋求在利物浦執教，但是最終無法接受球會管理層的干涉，轉而執教曼聯。曼聯於1945年2月宣佈由他接替出任領隊一職，同年10月1日正式簽約。

### 執教初期
畢士比上任初期，正值二次大戰結束後的恢復期。他上任後第一場比賽是1946年1月5日對阿克寧頓史丹利的足總盃第三圈賽事，以2:2結束。四天後，兩隊進行次回合賽事，曼聯以5:1大勝，兩回合計以7:3晉級第四圈。
之後一季，他帶領球隊奪得第一個冠軍（足協盃），結束球會36年錦標荒。首四季，畢士比帶領曼聯奪得一次足總盃冠軍。

### 畢士比寶貝，首奪聯賽冠軍及征戰歐洲
自上任起，畢士比着重使用青訓球員，令、等上演地標戰。七名青訓球員於1948年足總盃決賽正選上陣。
1951-52年球季，畢士比首次帶領曼聯奪得聯賽冠軍，為1910-11球季後第一次頂級聯賽冠軍。面對球隊陣容老化，他提拔青訓球員，包括大衛·佩格、比爾·福爾克斯、湯米·泰勒、鄧肯·爱德華茲、丹尼斯·維奧勒。三季期間，曼聯只奪得1953年慈善盾。1955-56球季，他終於帶領球隊第二次捧起聯賽冠軍；之後一季，曼聯成功衛冕，第三次奪標。值得一提，是次兩連冠陣容中，大部分球員都是青訓出身，平均年齡只有21至22歲，被愛稱為「巴斯比宝贝」。
| 球員          | 位置   | 上陣次數 | 奪冠時歲數 |
| ------------- | ------ | -------- | ---------- |
|  | 龍門   | 41       | 24         |
| 羅傑·伯恩     | 左閘   | 39       | 26         |
| 馬克·瓊斯     | 防中   | 42       | 22         |
| 鄧肯·爱德華茲 | 左翼中 | 33       | 19         |
| 約翰尼·貝瑞   | 右外鋒 | 34       | 29         |
| 大衛·佩格     | 左外鋒 | 35       | 20         |
| 丹尼斯·維奧勒 | 中鋒   | 34       | 22         |
| 湯米·泰勒     | 中鋒   | 33       | 24         |

因曼聯奪得1955-56甲組聯賽冠軍，獲得參加1956-57歐冠資格。與去年一樣，英格蘭足總以阻礙本土足球為由，表明反對球會參加。對此，畢士比說：「光是聲望就要求應付大陸的挑戰，而不是迴避。」最終，曼聯沒有理會足總反對，首次參加歐冠。第一圈對手是比利時球會安德萊赫特，首回合作客以0:2取勝，次回合主場以10:0大勝（球會史上最大勝仗），兩回合計以12:0晉級第二圈。
其後的晉級過程中，曼聯面對多特蒙德、毕尔包均驚險晉級。四強面對衛冕冠軍皇家馬德里，首回合作客以3:1落敗，次回合必須淨勝三球才可晉級的情況下，只能以2:2逼和對手，兩回合計以5:3被淘汰，無緣晉身決賽。曼聯第一次征戰歐洲以四強作結。
1957-58球季，畢士比繼續帶領曼聯三線作戰（聯賽、足總盃、歐冠）。歐冠八強次回合作客對貝爾格萊德紅星前，最後一場聯賽作客對阿仙奴，領先3球後被對手追和，再由維奧勒、泰勒連入兩球，領先3:5，最後以4:5險勝。截至當時，聯賽成績為15勝6和7負，勝率僅僅過半。足總盃方面，曼聯先後淘汰禾京頓、葉士域治，晉級第五圈；歐冠方面，球隊先後淘汰愛爾蘭球會沙姆洛克流浪、捷克球會布拉格杜克拉、貝爾格萊德紅星，首回合主場以2:1擊敗對手，次回合作客上半場領先三球下，被對手追平，惟不影響曼聯以總比數5:4晉級四強。

### 慕尼黑空難
1958年2月6日，曼聯完成作客貝爾格萊德紅星的歐冠盃八強比賽後，準備由南斯拉夫返國，途中停留西德慕尼黑加油。由於球員約翰尼·貝瑞遺失護照，班機延遲一小時於貝爾格萊德起飛。
班機於中轉站慕尼黑加油後，經歷三次嘗試起飛。第一次，機組人員發現引擎過度加速，放棄起飛；第二次，仍然發現此問題，放棄起飛，決定拖回班機檢查、維修；第三次，經了解問題，確定解決方案後，乘客再度登機，機長於下午3時04分嘗試起飛。
惟飛機在起飛時失控，衝出跑道。衝出跑道後撞毀機場圍欄，越過馬路，左邊機翼撞到附近一間民房，機身因而斷成兩截。左邊機身撞樹，右邊機身撞向一輛泊在營房內，裝滿輪胎、燃料的卡車，隨即發生爆炸。事件造成二十三人罹難，當中包括八名「巴斯比寶貝」（見下表，當中七人當場死亡）、三名球會職員；另有九名球員受傷，當中兩名球員（貝瑞、傑基·布蘭奇弗勞爾）因傷退役。
巴斯比身受重傷，留院治療九周內多次病危，甚至有兩次已經做完臨終禱告。但畢士比最終卻奇蹟般康復，繼續執教球隊。稍後，畢士比獲英女王授予CBE勳銜。
| 球員          | 位置   | 逝世日期      | 逝世時年紀 |
| ------------- | ------ | ------------- | ---------- |
| 英格兰        | 左閘   | 1958年2月6日  | 25         |
| 羅傑·伯恩     | 左閘   | 1958年2月6日  | 28         |
|  | 右翼中 | 1958年2月6日  | 21         |
| 鄧肯·爱德華茲 | 左翼中 | 1958年2月21日 | 21         |
| 馬克·瓊斯     | 防中   | 1958年2月6日  | 24         |
| 大衛·佩格     | 左翼   | 1958年2月6日  | 22         |
| 湯米·泰勒     | 中鋒   | 1958年2月6日  | 26         |
| 爱尔兰        | 右內鋒 | 1958年2月6日  | 22         |

### 第二次重建曼聯
畢士比留院治療及回家休養期間，比賽由助教領軍。空難後第一場比賽，曼聯在四名球員上演處子戰（其中兩名為青訓球員），加上兩名空難受傷球員（比爾·福爾克斯）上陣下，主場3:0擊敗錫周三，晉級足總盃第六圈。隨後，曼聯繼續晉級，成功打入足總盃決賽，決賽以2:0不敵保頓，連續兩年屈居亞軍。聯賽方面，成績受主力球員於慕尼黑空難罹難影響，只能以第九名完成球季，為當時畢士比接掌後最差的聯賽排名。歐冠方面，四強首回合以1:0擊敗AC米蘭，次回合作客以4:0落敗，連續兩年四強止步。
重掌帥印後，畢士比着手第二次重建曼聯。他起用部份過往未有太多上陣機會的青訓（威爾夫·麥吉尼斯、等），配合慕尼黑空難倖存球員、新球員艾伯特·奎克索爾，成功奪得聯賽亞軍。
1960年，畢士比開始提拔及發掘諾比·斯泰爾斯、喬治·貝斯特等青訓球員，簽入、托尼·鄧恩、丹尼斯·勞（破當時世界最高轉會費紀錄）、等球員，配合原有球員富基斯、博比·查爾頓等征戰。其時，慕尼黑空難其中三名受傷球員（斯坎倫、丹尼斯·維奧勒）先後於1960-62年離隊。
1962-63球季，畢士比教練生涯第二次，球會歷史上第三次奪得足總盃冠軍。決賽對萊斯特城，憑丹尼斯·勞先入一球，加上赫德梅開二度，以1:3擊敗對手。
1964-65球季，曼聯於聯賽與列斯聯同得61分，在平均入球較多的情況下，相隔八年再奪聯賽錦標，亦是慕尼黑空難後首次，畢士比第四次。
1965-66球季，曼聯再次參與歐洲冠軍球會盃，先後淘汰芬蘭球會HJK赫爾辛基、東德球會前進柏林、葡萄牙球會賓菲加，晉級四強。四強對手為南斯拉夫球會柏迪遜，首回合作客輸2:0，次回合主場出擊，只能夠追回一球，以總比數2:1落敗，繼1956-57球季、1957-58球季後，第三次四強止步。
首回合作客柏迪遜為畢士比及曼聯慕尼黑空難後第一次重返貝爾格萊德（與八年前作客貝爾格萊德紅星同一球場）。被柏迪遜擊敗後，畢士比形容是自慕尼黑空難後最低潮。除此之外，他相信自己可以捧起歐冠盃的信念被粉碎，眼含淚水，想知道是否值得繼續下去。
1966-67球季，畢士比帶領曼聯以四分的些微優勢，擊敗諾定咸森林，球會歷史上第七次，自己領隊生涯第五次奪得聯賽冠軍。

### 奪得歐冠及退休
1967-68球季，曼聯先後於歐冠盃淘汰蘇格蘭球會喜伯年、南斯拉夫球會塞拉耶佛、波蘭球會扎布熱礦工；四強對皇家馬德里，首回合主場出戰，以1:0險勝，次回合只需不敗，便能首次晉身歐冠盃決賽。
次回合於皇家馬德里主場班拿貝球場上演，曼聯上半場落後3:1，瀕臨出局邊緣。下半場，曼聯憑、福爾克斯於比賽中尾段連入兩球，戲劇性地逼和3:3。兩回合計以4:3險勝對手，歷史性首次晉身歐冠盃決賽。
2019年，於奧脫福球場回憶道：「我們在這裏以1-0獲勝，但我們在那裏（班拿貝球場）以3-1落後，我們跪下了，看起來更有可能是5-1或6-1，他們給了我們機會，我們走進了更衣室，臉都在地板上。你以為馬特會撕掉你的衣服。他有兩三分鐘沒有說話，更衣室裏一片寂靜。然後他非常平靜地說話，只是說：『你們在做什麼？你們不在踢球？你們整個賽季都踢了這麼棒的足球，然後你們就踢到這樣了。只要出去踢，踢你能夠踢的就可以了。』」
1968年5月29日，第13屆歐冠盃決賽，曼聯於溫布利球場對賓菲加。上半場曼聯發揮較好，能夠製造攻勢，惟未能將皮球射入；賓菲加採取具侵略性攔截應付喬治·貝斯特，中鋒尤西比奧有三次埋門機會，更曾射中門楣，上半場雙方互無紀錄。下半場早段，艾斯頓有兩次射門，被賓菲加龍門撲出。53分鐘，托尼·鄧恩傳球予薩德勒，薩德勒傳中，博比·查爾頓入楔頭鎚頂成1:0。79分鐘，賓菲加左中場荷西·阿哥士圖右邊傳中，禁區內荷西·托利斯頭鎚二傳，最終由中場占美·格拉沙射入扳平一球。接近完場階段，尤西比奧有兩次埋門，其中一次為禁區內勁射，被一抱入懷。尤西比奧拍手讚賞。兩隊90分鐘踢成1:1平手，需要加時定勝負。
加時三分鐘，斯特普尼大腳開龍門球，頭鎚批後，喬治·貝斯特先拿到皮球，直接甩開防守球員，再扭過出迎門將，射入空門成2:1；兩分鐘後，博比·查爾頓開出角球，薩德勒頭鎚頂前，基德第一次頭鎚攻門被門將撲出不遠，第二次笠入龍門成3:1。曼聯主導比賽，四分鐘後再由博比·查爾頓接應基德地面傳中射入成4:1。最終，曼聯奪得歐洲冠軍球會盃，一償畢士比稱霸歐洲的夢想。同年獲授下級勳位爵士。
賽後，畢士比說：「當巴比（查爾頓）接過獎杯時，它淨化了我，減輕了進入歐洲的罪惡感。這是我的理由，我生命中發生的最美妙事情。我有很多失望，但這（奪得歐冠盃冠軍）已經彌補一切。此刻，我是英格蘭最自豪的人。」
1969年1月14日，畢士比召開記者招待會，宣布將於球季結束後退休。5月17日聯賽對萊斯特城的比賽是他執教曼聯的最後一場比賽，球隊先落後下，憑喬治·貝斯特、丹尼士·羅、的入球反勝對手3:2。最終，他最後一季執教曼聯以四大皆空結束。總結他執教曼聯23年的生涯，曾奪得五次聯賽冠軍、兩次足總盃冠軍、五次慈善盾冠軍（兩次雙冠軍）、一次歐冠盃冠軍。
退休後，他成為球會總經理，任命威爾夫·麥吉尼斯為繼任人。1970年12月26日，曼聯宣佈解僱領隊麥吉尼斯，由畢士比重出江湖，短暫執教。球季結束前欽點為下任領隊，其後再度退休。

### 晚年及逝世
巴斯比再度退休後，出任球會董事，1980年出任球會主席，至1993年退任，期間見證曼聯在亞歷斯·費格遜帶領下復興，奪得首屆英超聯賽冠軍，亦是自巴斯比年代後首個英格蘭頂級聯賽冠軍。1994年因癌症與世長辭，享年84岁。

## 影響
1960年代，曼徹斯特一支名為沙福城紅隊（Salford City Reds，後改名為沙福紅魔鬼）的橄欖球隊到法國參加比賽，由於成績出色，法國球迷送給他們「紅魔鬼」（Les Diables Rouges）的稱號。當時，畢士比爵士正在重建受慕尼黑空難打擊的曼聯，由於隊中多位年輕球員離世或退役，他覺得「畢士比寶貝」這個舊有稱號已經不再適合。恰巧，曼聯和沙福的球衣都以紅色為主，畢士比爵士便把“紅魔鬼”這個響亮的稱號送給曼聯。會方隨後在比賽日場刊和圍巾等周邊產品上加上紅魔鬼標誌。1973年，曼聯重新設計隊徽，在隊徽中間的盾徽正式加上紅魔鬼圖案。

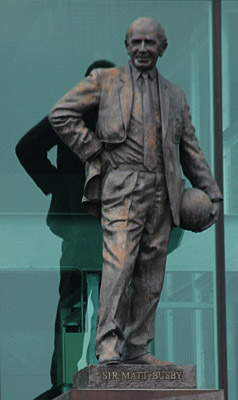
豎立在東看台外的马特·巴斯比雕像

1993年，曼聯為紀念畢士比，將位於奧脫福球場的禾域克北路重新命名為麥·畢士比爵士路；1996年，畢士比身故兩年後，曼聯為他設立一座銅像，矗立於奧脫福東看台外，遠望麥·畢士比爵士路。同年起，曼聯把曼聯年度球員獎改名為馬特·巴斯比爵士年度最佳球員獎，獎座根據奧脫福東看台外的畢士比銅像設計。

## 領隊簡介

### 重用青訓與年青球員
他的管理風格依賴於通過精心組織的招募系統，完全控制培養年輕球員。
| 球員          | 位置   | 加入青訓／加盟年份 | 地標戰年份 |
| ------------- | ------ | ------------------ | ---------- |
| 羅傑·伯恩     | 左閘   | 1949               | 1951       |
| 丹尼斯·維奧勒 | 中鋒   | 1949               | 1953       |
| 比爾·福爾克斯 | 中堅   | 1950               | 1952       |
| 鄧肯·愛德華茲 | 左翼中 | 1952               | 1953       |
| 博比·查爾頓   | 中場中 | 1953               | 1956       |
| 湯米·泰勒     | 中鋒   | 1953               | 1953       |
| 諾比·斯泰爾斯 | 防中   | 1957               | 1960       |

### 訓練方法
早年，畢士比會安排球員在訓練時段圍繞球場跑圈長達一小時，再以訓練賽作結。正值季前熱身時／他希望催谷球員時，他們會穿過街道，在奧脫福球場的露台上跑上跑下，甚至爬過The Cliff 訓練場附近的野渣堆。

### 賽前講話及戰術
畢士比反對有組織的指導，並努力給他的球員盡可能多的自由來表達自己。他從來不希望以戰術、技術資訊加重球員負荷，執教技巧及賽前講話非常簡單。
執教曼聯初至中期，他使用2-3-5陣式，中至後期，他使用4-3-3陣式。使用2-3-5陣式時，依靠兩翼拉扯防守、球員互換位置、快速轉移皮球，中鋒負責埋門。兩翼除了進攻以外，還會回防擔任兩閘；使用4-3-3陣式時，攻勢來自球場兩翼、中路位置的快速、敏銳移動。兩閘疊瓦助攻，攻中在球場最後三分一範圍擁有自由度，兩翼負責創造攻勢，中鋒負責埋門。雙防中負責防守。

## 爭議
威爾夫·麥吉尼斯成為主教練後，畢士比代替他出席董事會議，並在背後與他的員工、潛在簽約球員談判合約。除此之外，畢士比否決簽入馬琴·麥當奴、米克·米斯、哥連·托特。突然，麥吉尼斯開始感覺到奧脫福世界正在反對他。他承擔所有責任，但足球總監手握所有權力。
與畢士比從一開始就不合。奧費利爾堅持畢士比成為董事後，需要離開奧脫福的領隊辦公室。遭解僱時，奧費利爾價值15,000英鎊的合約還剩三年半，他在領取救濟金的同時起訴曼聯要求賠償，最終達成庭外和解。2011年，奧費利爾說：「我對他最失望。他欽點我，概述我需要做甚麼，這是我簽訂五年合約的原因。他無處不在，所有球員都和他一起成長。當他質疑我的決定時，警鐘就開始敲響。這對我來說是一種干擾，讓這份工作難以為繼。」

## 評價
亞歷斯·費格遜：「馬特爵士和我的性格和性格完全不同。 但一個主導因素是我們都是蘇格蘭人，這意味著無論我們走到哪裡，我們都有做好的決心。 我們不想失敗。」
比尔·香克利：「毫無疑問，馬特·巴斯比是有史以來最偉大的教練。 我並不是說我認為他是最偉大的領隊，我是說他是最偉大的領隊。事實可以證明。」
英格蘭足球名人堂：「馬特·巴斯比爵士是球壇最偉大的領隊之一。在擔任曼聯主帥25年多的時間裏，他帶領奧脫福球會（曼聯）取得了戰後國內統治地位和歐洲榮耀。透過結合青年發展、慎重考慮的買人、強而有力的領導，以及與教練團隊的合作，巴斯比使曼聯成為世界上最成功的足球隊之一。」

## 生涯統計

### 球員生涯
| 球會     | 球季     | 聯賽           | 聯賽 | 聯賽 | 足總盃 | 足總盃 | 慈善盾 | 慈善盾 | 總共 | 總共 |
| 球會     | 球季     | 聯賽級別       | 上陣 | 入球 | 上陣   | 入球   | 上陣   | 入球   | 上陣 | 入球 |
| -------- | -------- | -------------- | ---- | ---- | ------ | ------ | ------ | ------ | ---- | ---- |
| 曼城     | 1928–29  | 英格蘭甲組聯賽 | 0    | 0    | 0      | 0      | 0      | 0      | 0    | 0    |
| 曼城     | 1929–30  | 英格蘭甲組聯賽 | 11   | 3    | 1      | 2      | 0      | 0      | 12   | 5    |
| 曼城     | 1930–31  | 英格蘭甲組聯賽 | 20   | 0    | 1      | 0      | 0      | 0      | 21   | 0    |
| 曼城     | 1931–32  | 英格蘭甲組聯賽 | 41   | 1    | 5      | 0      | 0      | 0      | 46   | 1    |
| 曼城     | 1932–33  | 英格蘭甲組聯賽 | 39   | 1    | 7      | 1      | 0      | 0      | 46   | 2    |
| 曼城     | 1933–34  | 英格蘭甲組聯賽 | 39   | 4    | 8      | 0      | 0      | 0      | 47   | 4    |
| 曼城     | 1934–35  | 英格蘭甲組聯賽 | 35   | 1    | 1      | 0      | 1      | 0      | 37   | 1    |
| 曼城     | 1935–36  | 英格蘭甲組聯賽 | 19   | 1    | 1      | 0      | 0      | 0      | 20   | 1    |
| 曼城     | 總共     | 總共           | 204  | 11   | 24     | 3      | 1      | 0      | 229  | 14   |
| 利物浦   | 1935–36  | 英格蘭甲組聯賽 | 11   | 1    | 0      | 0      | 0      | 0      | 11   | 1    |
| 利物浦   | 1936–37  | 英格蘭甲組聯賽 | 29   | 1    | 1      | 0      | 0      | 0      | 30   | 1    |
| 利物浦   | 1937–38  | 英格蘭甲組聯賽 | 33   | 0    | 3      | 0      | 0      | 0      | 36   | 0    |
| 利物浦   | 1938–39  | 英格蘭甲組聯賽 | 42   | 1    | 3      | 0      | 0      | 0      | 45   | 1    |
| 利物浦   | 總共     | 總共           | 115  | 3    | 7      | 0      | 0      | 0      | 122  | 3    |
| 生涯總共 | 生涯總共 | 生涯總共       | 319  | 14   | 31     | 3      | 1      | 0      | 351  | 17   |

### 執教生涯
| 球隊   | 由             | 至           | 紀錄  | 紀錄 | 紀錄 | 紀錄 | 紀錄  | 參考來源 |
| 球隊   | 由             | 至           | 比賽  | 勝   | 和   | 負   | 勝率  | 參考來源 |
| ------ | -------------- | ------------ | ----- | ---- | ---- | ---- | ----- | -------- |
| 曼聯   | 1945年10月1日  | 1969年6月4日 | 1,120 | 565  | 263  | 292  | 50.41 | [ 20 ]   |
| 英國   | 1948年7月      | 1948年8月    | 4     | 2    | 0    | 2    | 50.0  |          |
| 蘇格蘭 | 1958年1月15日  | 1958年12月   | 2     | 1    | 1    | 0    | 50.0  | [ 21 ]   |
| 曼聯   | 1970年12月29日 | 1971年6月8日 | 21    | 11   | 3    | 7    | 52.4  | [ 20 ]   |
| 總共   | 總共           | 總共         | 1,151 | 579  | 268  | 304  | 50.3  |          |

1不包括於慕尼黑空難後以代領隊執教的賽事。

## 榮譽

### 球員
曼城 
- 足總盃：1934

### 領隊
曼聯 
- 英格蘭甲組聯賽：1951-52、1955-56、1956-57、1964-65、1966-67
- 足總盃：1947-48、1962-63
- 慈善盾：1952、1956、1957、1965（雙冠軍）、1967（雙冠軍）
- 歐洲冠軍球會盃：1967-68